# Кавалеры ордена Святого Георгия III класса Х
Кавалеры ордена Святого Георгия III класса на букву «Х»
Список составлен по алфавиту персоналий. Приводятся фамилия, имя, отчество; звание на момент награждения; номер по спискам Григоровича — Степанова и Судравского; дата награждения. Лица, чьи имена точно идентифицировать не удалось, не викифицируются.
- Ханжин, Михаил Васильевич, генерал-майор, 10 июля 1915
- Ханыков, Пётр Иванович, контр-адмирал, № 75, 6 июля 1790
- Хитрово, Николай Фёдорович, генерал-майор, № 169, 22 августа 1807
- Хметевский, Степан Петрович, капитан 2-го ранга, № 50, 26 ноября 1775
- Хованский, Николай Николаевич, генерал-лейтенант, № 381, 14 октября 1814
- Хотунцов, Николай Михайлович, генерал-майор, № 230, 2 мая 1812
- Хрулёв, Степан Александрович, генерал-лейтенант, № 489, 15 мая 1854
- Хрущёв, Алексей Иванович, генерал-майор, № 60, 14 апреля 1789
- Хрущёв, Александр Петрович, генерал-майор, № 500, 14 мая 1856